# Jetta Klijnsma

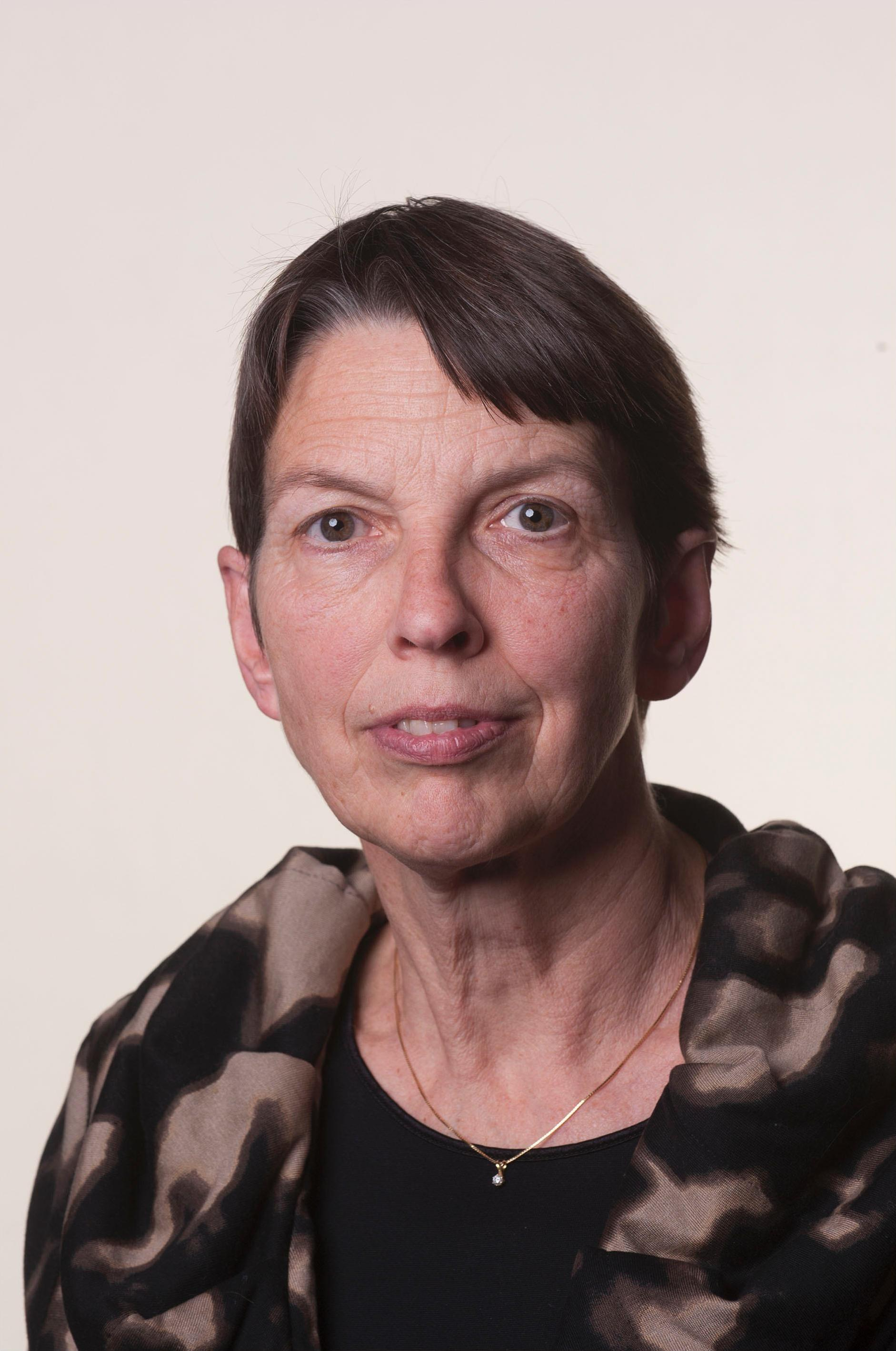
Jetta Klijnsma

Jellejetta „Jetta“ Klijnsma (* 18. März 1957 in Hoogeveen) ist eine niederländische Politikerin. Von 1990 bis 2008 war sie für die  PvdA in der Gemeindepolitik in Den Haag aktiv. Danach war sie bis Februar 2010 die Staatssekretärin im Ministerium für Arbeit und Soziales im Kabinett Balkenende IV. Im Kabinett Rutte II wurde sie erneut die Staatssekretärin im selben Ministerium.
Als Politikerin setzt sie sich für die Interessen von Menschen mit Behinderungen ein. 
Seit dem 1. Dezember 2017 ist sie Kommissar des Königs der Provinz Drenthe.